# Utagawa Toyokuni

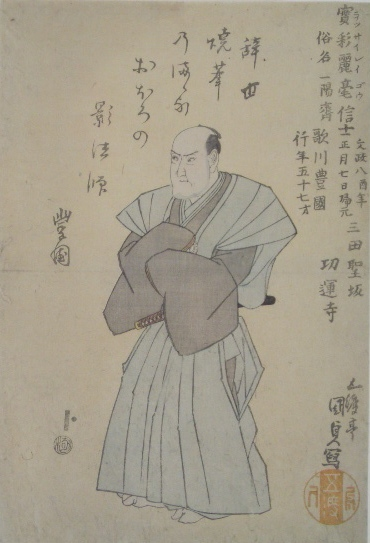
Gedächtnisbild (shini-e) für Toyokuni I., Kunisada, 1825

Utagawa Toyokuni (jap. 歌川 豐國, reformiert: 歌川 豊国; * 1769 in Edo (heute: Tokio); † 25. Februar 1825 ebenda), auch Toyokuni I., war ein Meister des japanischen Farbholzschnitts und der Malerei im Stil des Ukiyo-e. Als zweites Oberhaupt prägte er entscheidend die Malweise der Utagawa-Schule, deren Angehörige in der späten Edo- und der gesamten Meiji-Zeit die Produktion japanischer Farbholzschnitte dominierten.

## Leben
Geboren wurde Toyokuni 1769 im Distrikt Shiba der Stadt Edo als Sohn des Puppenmachers Kurohashi Gorōbei. Seine Rufnamen waren Kumakichi und später Kumaemon. Bekannt ist, dass er innerhalb des Stadtviertels zweimal umgezogen ist und sich ab 1808 im Distrikt Nihonbashi in Edo niedergelassen hat. Er hatte eine einzige Tochter, Okin, die entgegen einer weit verbreiteten Ansicht nicht mit dem späteren Oberhaupt der Utagawa-Schule, Toyoshige (ab 1825 Toyokuni II.), verheiratet war, sondern im Jahr 1826 einen gewissen Watanabe Ihei ehelichte. Wenige Monate vor seinem Tod adoptierte Toyokuni den nur sieben Jahre jüngeren Toyoshige, der Anfang 1825 auf einigen Drucken mit „Toyokuni sui Toyoshige ga“ (dt. „gezeichnet von Toyoshige, dem Sohn Toyokunis“) signierte. Im Jahr 1804 war er wegen Verstoßes gegen Zensurbestimmungen, der Nennung von realen Namen und der Abbildung realer Familienwappen auf einigen seiner Drucke, zu 50 Tagen Hausarrest in Handfesseln verurteilt worden. Wie einem von Kunisada gezeichneten Gedächtnisbild zu entnehmen ist, starb er nach japanischer Rechnung im Alter von 57 Jahren am 7. Tag des 1. Monats des Jahres Bunsei 8 (nach westlichem Kalender am 25. Februar 1825).

## Werk

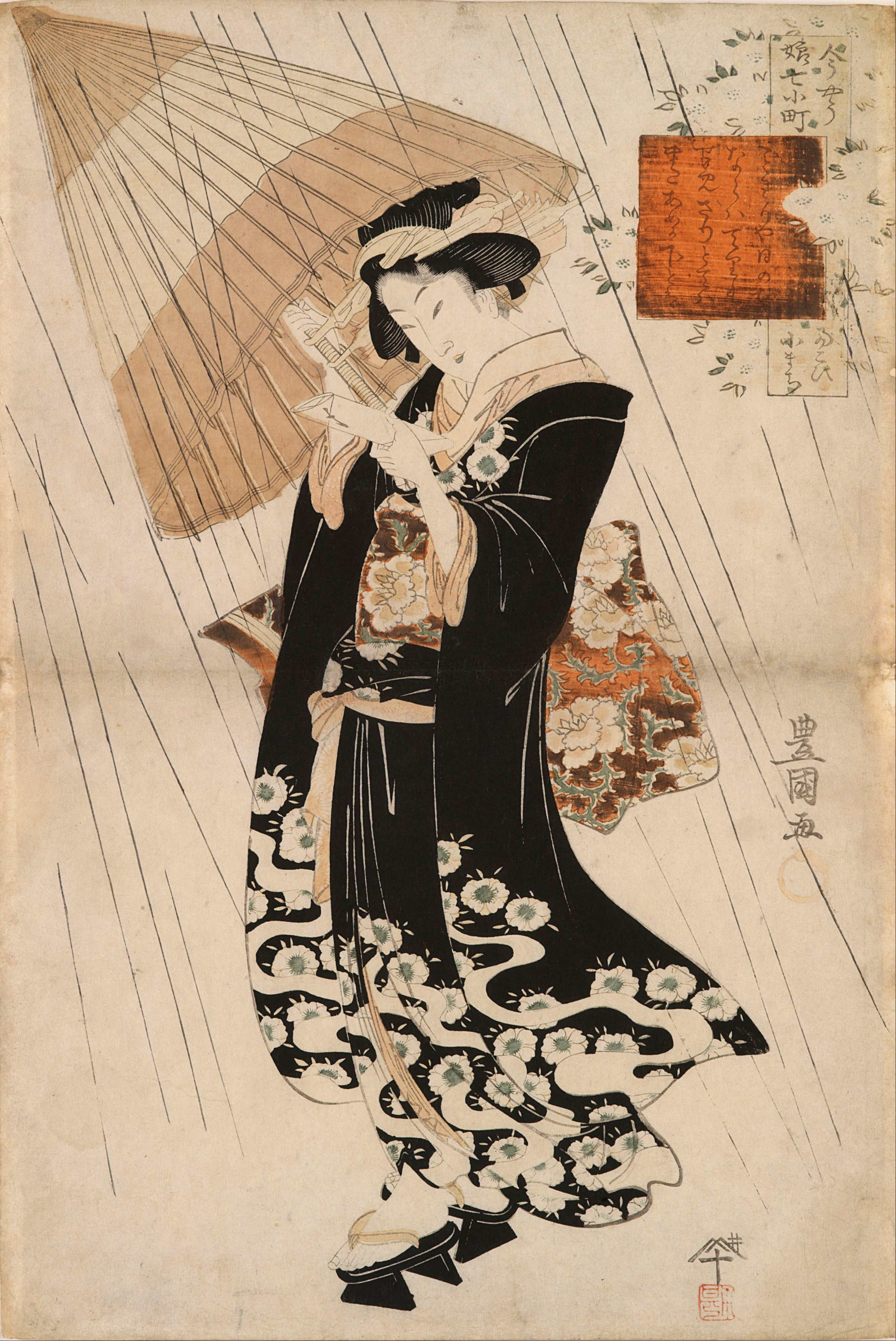
Komachi bittet um Regen, aus der Serie „Moderne Mädchen als die sieben Komachi“, Toyokuni I., um 1810

Toyokuni lernte Malen und Zeichnen bei Utagawa Toyoharu, dem Begründer der Utagawa-Schule. Seine erste bekannte Arbeit sind die Illustrationen zu einem 1786 erschienenen Buch, „Ahōha nete mate“ (dt. „Der schlafende und wartende Dummkopf“). Sein erster Schauspielerdruck erschien 1789, danach entwarf er einige perspektivische Landschaftsdrucke im Stil seines Lehrers Toyoharu. Die ersten Drucke mit Figurendarstellungen schöner Frauen (bijin-ga) orientierten sich an Torii Kiyonaga, Frauenköpfe dagegen erinnern stark an Kitagawa Utamaro. Diese Drucke aus den 1790er sind in der Linienführung noch streng und spröde, erst einige Jahre später entwickelte Toyokuni auf diesem Gebiet seinen eigenen Stil und in seinen späteren Drucken wirken die von ihm gezeichneten Frauen lebendig und lebensnah.

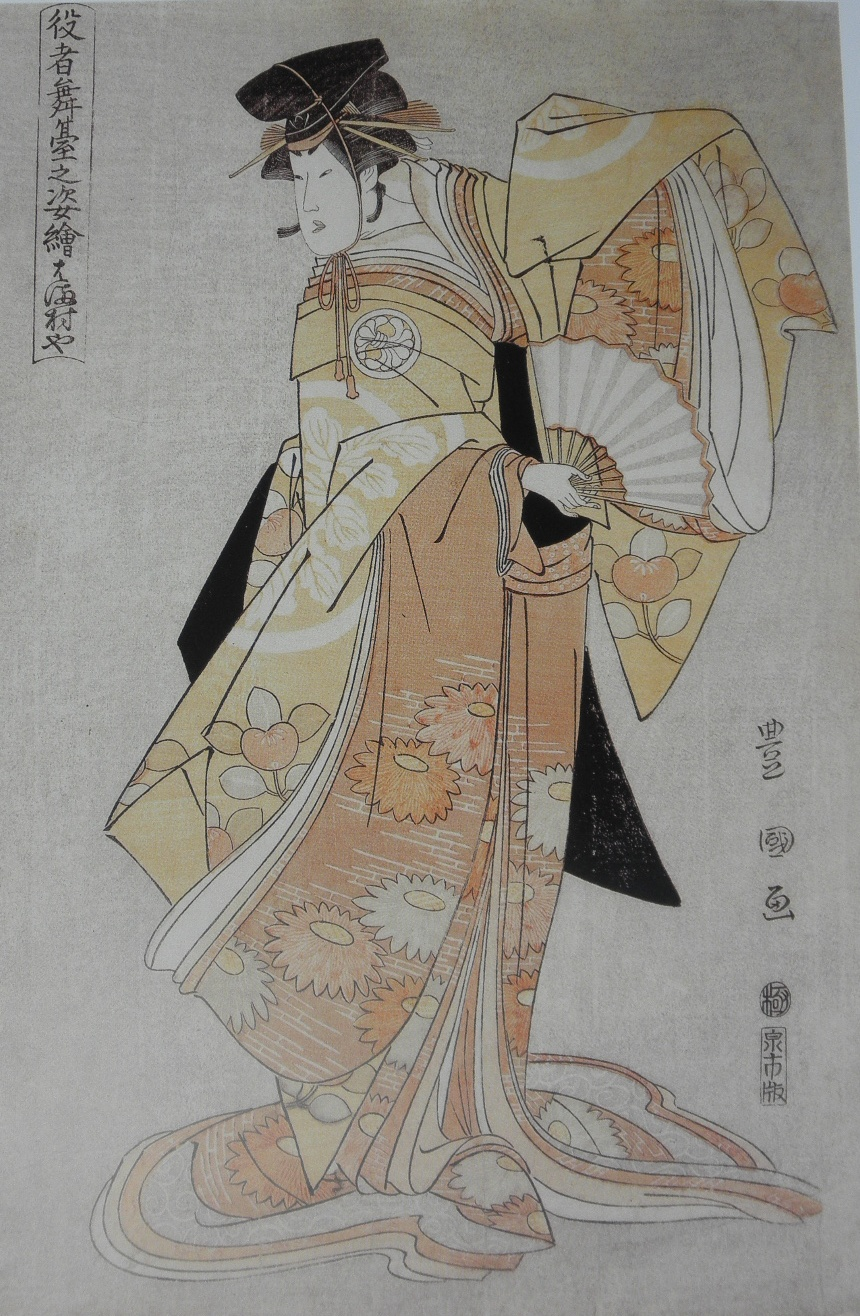
Der Schauspieler Segawa Kikunojō III. als shirabyōshi-Tänzerin Hisakata, Serie „Lebensnahe Bilder von Schauspielern auf der Bühne“, Toyokuni I., 1794

Vor allem aber zeichnete Toyokuni die Entwürfe für Schauspielerporträts und Szenen aus kabuki-Stücken. Seinen Ruhm auf diesem Gebiet begründete die von Izumiya Ichibei in den Jahren 1794–96 herausgegebene Serie „Yakusha butai no sugata-e“ (dt. „Lebensnahe Bilder von Schauspielern auf der Bühne“). Sie umfasst mehr als 50 Drucke, die meisten sind Einzelblattdrucke, aber auch Diptychen und Triptychen sind enthalten. Toyokuni verwendete für diese Serie im Gegensatz zur Katsukawa-Schule das breitere ōban-Format, das mehr Gestaltungsmöglichkeiten erlaubte. Selbst zeichnete er noch zu Beginn des 19. Jh. einige Schauspielerbilder im hosoban-Format, aber spätestens ab 1810 war ōban das allein verwendete Format. Der neuartige, lebendige Sinn für Realismus in seinen Bildern traf den Publikumsgeschmack der Zeit.
Ebenso wie die von Toyokuni gezeichneten Kopf- und doppelten Halbfigurenporträts betonten die Drucke der Serie die individuellen Besonderheiten der Schauspieler und ließen sie lebensnah erscheinen. Diese „Lebensnähe“ zeichnete seine und die Drucke seiner Nachfolger aus, so dass die Künstler der Katsukawa-Schule, die bisher den Markt der Schauspieler- und kabuki-Drucke beherrscht hatten, schließlich um 1800 herum von den Verlegern keine Aufträge mehr erhielten.

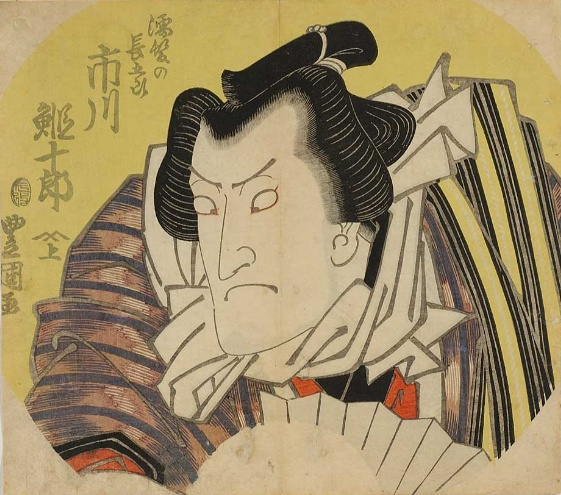
Toyokuni I., Fächerblatt des Schauspielers Ichikawa Ebijūrō I., 1822

Festgehalten hat Toyokuni seine Zeichenmethode in einem 1817 veröffentlichten Handbuch mit dem Titel „Yakusha nigao haya geiko“ (dt. „Kurze Anleitung [für das Zeichnen] lebensnaher Schauspieler“). Seine Methode und sein Erfolg legten den Grundstein für das spätere Monopol der Utagawa-Schule in der Darstellung von Schauspielern und kabuki-Szenen in den letzten Jahrzehnten der Edo-Zeit.
Neben einigen Kriegerbildern (musha-e) zeichnete Toyokuni auch Entwürfe für die Bespannungen von uchiwa, zumeist mit bijin-ga oder Schauspielerporträts. Etwas mehr als 30 von ihm gemalte Hängerollen, zumeist Bilder schöner Frauen, sind erhalten. Sein Gesamtwerk umfasst an die 3000 Drucke und er illustrierte über 400 Buchtitel. Seine Arbeiten sind fast alle nur mit „Toyokuni ga“ (dt. „gezeichnet von Toyokuni“) bzw. „Toyokuni hitsu“ (dt. „gemalt von Toyokuni“) signiert, nur gelegentlich verwendete er zusätzlich den Beinamen Ichiyōsai.
Toyokuni war bis kurz vor seinem Tod als Designer von Farbholzschnitten aktiv, die letzten mit seinem Namen signierten Drucke wurden im Jahr 1825 veröffentlicht. Einige Drucke, die posthum erschienen, sind mit dem Zusatz „ko“ (dt. „der Verstorbene“) signiert.
Unter seinen zahlreichen Schülern sind die bekanntesten Kunimasa, Kuniyasu, Kuniyoshi und Kunisada.